# 朝日新書
朝日新書（あさひしんしょ、Asahi Shinsho）は、朝日新聞出版が刊行する新書。毎月10日前後に5点程度ずつ刊行している。

## 概要
2006年10月13日に刊行開始。創刊時には12点を刊行した。「第二次新書ブーム」真っ只中の創刊であった。2008年4月1日に朝日新聞社出版局が朝日新聞出版に分社化されたことにより版元が変更された。
編集長の岩田一平は「週刊朝日」元デスクで、縄文時代や邪馬台国に関する著書で知られる。
ブックカバーは、白をベースに、背の上部に赤のシンボルマークが、表1の上下に赤の縦縞が入るのが特徴のフォーマットデザインで、フォルマーデザインのアンスガー・フォルマーと田嶋佳子の手による。フォーマットデザインが統一されていることが多い新書にあって、アスキー新書とともに帯が全点違ったデザインとなっているのも特徴。
2016年、井上章一『京都ぎらい』が新書大賞2016に選ばれる。

## 創刊ラインナップ
- 姜尚中 『愛国の作法』 ISBN 978-4-02-273101-2
- 御手洗冨士夫、街風隆雄 『御手洗冨士夫「強いニッポン」』 ISBN 978-4-02-273102-9
- 齋藤孝 『使える読書』 ISBN 978-4-02-273103-6
- 清水良典 『村上春樹はくせになる』 ISBN 978-4-02-273104-3
- 藤川太 『サラリーマンは2度破産する』 ISBN 978-4-02-273105-0
- 宮崎哲弥 『新書365冊』 ISBN 978-4-02-273106-7
- 千住博 『ルノワールは無邪気に微笑む』 ISBN 978-4-02-273107-4
- 王敏 『日中2000年の不理解』 ISBN 978-4-02-273108-1
- 荘司雅彦 『妻が得する熟年離婚』 ISBN 978-4-02-273109-8
- 外岡秀俊 『情報のさばき方』 ISBN 978-4-02-273110-4
- 岩井克己 『天皇家の宿題』 ISBN 978-4-02-273111-1
- 星浩 『安倍政権の日本』 ISBN 978-4-02-273112-8

## 主な作品
- 國貞克則　『決算書がスラスラわかる 財務3表一体理解法』　ISBN 978-4-02-273144-9